# Flanke (Fußball)
Unter einer Flanke versteht man im Fußball einen übermannshohen Pass aus dem Bereich einer der beiden Seitenlinien in den gegnerischen Strafraum.
Hierbei wird der Fußball meist mit dem Innenspann getroffen. Durch diese Art, den Ball zu treffen, bekommt der Ball einen Drall, der ihn in seiner Flugbahn beeinflusst (siehe Magnuseffekt). So kann sich der Ball in der Luft zum Tor hin- oder vom Tor wegdrehen. Die Rücklage des Flankengebers und die Schussstärke bedingen die Höhe der Flanke. Durch den vom Flankengeber mitgegebenen Effet ist es für den Torwart extrem schwierig, die hereingegebene Flanke einzuschätzen.
Eine Sonderform der Flanke ist der Eckstoß, aber nur wenn er nicht "kurz" ausgeführt wird.
Im weitesten Sinne kann man bei einer Spielverlagerung im Mittelfeld mit einem hohen Querpass auch von einer Flanke sprechen.
Ebenso kann man flache Querpässe vor das gegnerische Tor als Flanken benennen. In Österreich werden solche flachen Querpässe als Stanglpässe bezeichnet.